# Dominica ved vinter-OL 2014
Dominica deltog ved vinter-OL 2014 i Sotji, Rusland fra d. 7. februar til d. 23. februar i sin vinter-OL debut.. Holdet bestod af to atleter i en sport, langrend.

## Konkurrenter
| Sport    | Mænd | Kvinder | Total |
| -------- | ---- | ------- | ----- |
| Langrend | 1    | 1       | 2     |
| Total    | 1    | 1       | 2     |

| Atlet                 | Event                            | Finale        | Finale        | Finale        |
| Atlet                 | Event                            | Tid           | Underskud     | Rang          |
| --------------------- | -------------------------------- | ------------- | ------------- | ------------- |
| Gary di Silvestri     | Mændenes 15 kilometer, klassisk  | Ikke færdig   | Ikke færdig   | Ikke færdig   |
| Angelica di Silvestri | Kvindernes 10 kilometer klassisk | Startede ikke | Startede ikke | Startede ikke |